# Carvoeiro (Mação)
Carvoeiro ist eine Gemeinde (Freguesia) im portugiesischen Kreis Mação. In ihr leben 519 Einwohner (Stand 19. April 2021).